# 薊花勳章
最古老與最高貴的薊花勳章（英語：The Most Ancient and Most Noble Order of the Thistle）是授予蘇格蘭騎士的一種勳章，它現在的版本是英國國王詹姆斯二世在1687年時所制定的。薊花勳章的配戴者極為稀少，在一般情況下，除英國君主以外，在世的受勳者只有16人。但英國君主有權再額外授予其他人薊花勳章，如英國王室成員與外國君主等。與其它勳章不同的是，只有英國君主才有資格授予薊花勳章，而毋需經過英國首相的建議或提名。
薊花勳章最重要的標誌就是蘇格蘭的國花薊花。勳章的格言是：「犯我者必受懲。」，相同的格言也出現在英國王室在蘇格蘭使用的王室徽章與部份英鎊硬幣上，同時它也是蘇格蘭皇家軍團與蘇格蘭皇家騎兵衛隊的格言。薊花勳章的主保聖人是耶穌十二門徒之一的聖安德烈。
英國的大多數騎士勳章都適用於整個聯合王國，但級別最高的嘉德勳章、薊花勳章與聖派屈克勳章則分別只適用於英格蘭、蘇格蘭與愛爾蘭地區，並規定其受勳者的出生地。其中嘉德勳章是這三個勳章中地位最高與最古老的勳章。適用於愛爾蘭的聖派屈克勳章則在1787年設立，但自從愛爾蘭獨立戰爭開始後這枚勳章就不再授予給任何人，其最後一名受勳者在1974年去世。

## 歷史

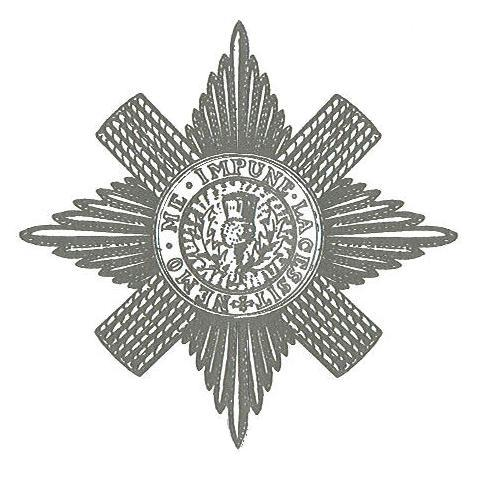
薊花勳章之星

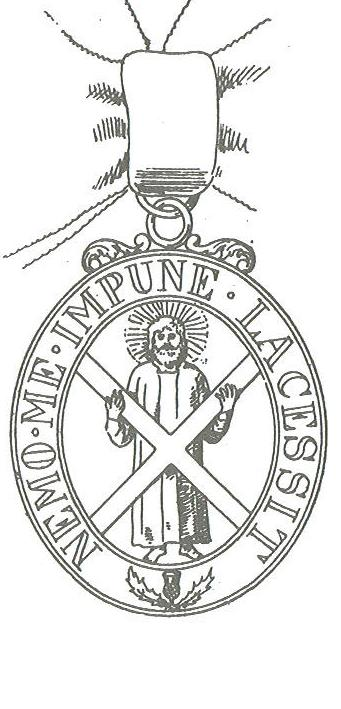
聖安德烈吊章

薊花勳章由詹姆斯二世在1687年設立，他宣稱這是古代就已有的勳章，但他的說法並沒有可靠的證據支持，因為他的說辭是根據傳言而來。傳說，蘇格蘭國王阿查斯與盎格魯-撒克遜國王艾塞斯坦開戰時不幸處於下風，此時他看見聖安德烈十字在天空出現，因而相信是聖安德烈顯靈:4。這使蘇格蘭軍士氣大盛，並因此扭轉情勢獲得勝利。阿查斯為此製作薊花勳章以奉獻給聖安德烈。然而這個傳說最大的破綻在於阿查斯根本沒和艾塞斯坦發生戰爭，他們甚至不在同一個時代:4。而另一個傳說則表示阿查斯在809年設立薊花勳章以紀念蘇格蘭和查理曼帝國的同盟。其它版本還有蘇格蘭國王羅伯特·布魯斯在班諾克本之戰設立或恢復了薊花勳章等:890。
然而，根據歷史學家的考究與推論，直到15世紀時蘇格蘭國王詹姆斯三世才將薊加在王室徽章與硬幣上:3。有推論因此而推斷後來詹姆斯五世在1540年便以薊花為形象創立勳章，因為當時詹姆斯五世被神聖羅馬帝國授予金羊毛勳章、被法國授予聖米迦勒勳章、被英格蘭授予嘉德勳章，但蘇格蘭卻沒有可供回贈給外國君主的勳章。然而目前依舊沒有足夠的證據支持此一說法。
1687年5月29日，詹姆斯二世發布詔令，以「恢復與重現薊花勳章的光輝」，並規定勳章最多只能授予12個人:25-26。然而隨著詹姆斯二世在1688年光榮革命中被英國國會廢黜，王位的共治繼任者威廉三世與瑪麗二世並未再授予任何人薊花勳章，直到1703年安妮女王恢復薊花勳章的授予為止。

## 授予資格

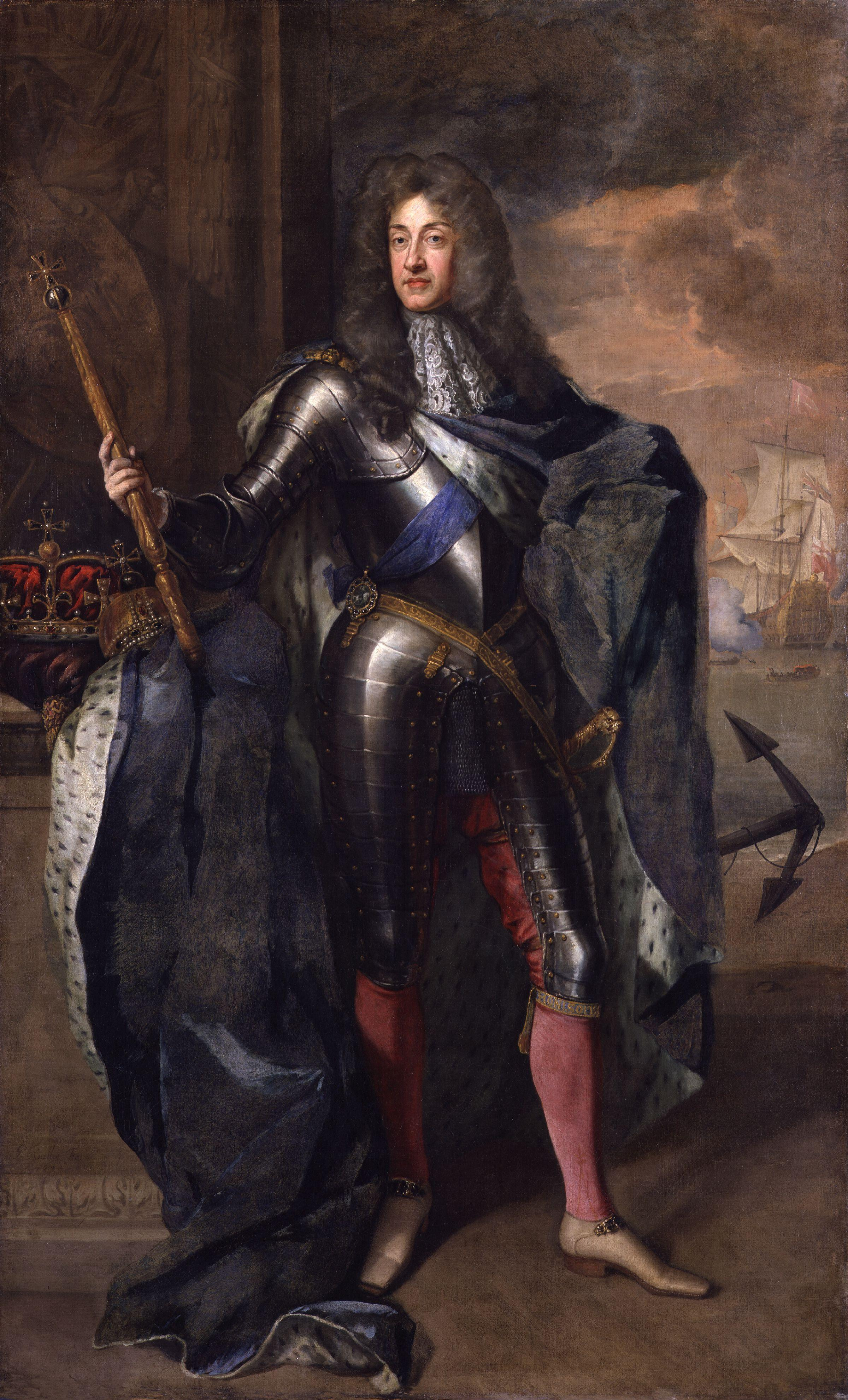
詹姆斯二世在1687年時設立薊花勳章

歷任蘇格蘭君主都是薊花勳章的受勳者，此一資格隨著1707年蘇格蘭王國與英格蘭王國合併為聯合王國後而轉移到聯合王國的君主身上。當詹姆斯二世設立薊花勳章時，法令中規定受勳者為含君主在內共13人，以象徵「耶穌基督與祂的十二門徒」。而到了1827年，喬治四世進一步將人數增加至16人。女性（君主或外國君主為女性的情況除外）原本沒有被授予薊花勳章的資格，但在1937年時，喬治六世發布一道特別法令，以頒發薊花勳章給他的王后伊莉莎白。1987年，伊莉莎白二世更進一步解除嘉德勳章與薊花勳章對受勳者為女性時的限制。至此女性可以與男性擁有平等的授贈機會，而毋需再以特別法令來授予。
在特殊的情況下，個人可以在超額的情況下授贈薊花勳章，如王室成員與外國君主等。這些人被稱為「超額騎士」，而不被劃入16人的人數限制內。王室成員的第一個超額騎士是維多利亞女王的王夫阿爾伯特親王。1962年時，挪威國王奧拉夫五世透過特別法令成為薊花勳章的第一個超額外籍受勳者。
從18世紀開始，英國政府會在「將薊花勳章頒贈給誰」的問題上，給予君主意見。但1946年喬治六世覺得薊花勳章和嘉德勳章的授勳人選太受政治因素影響。因此他與當時的英國首相克萊門特·艾德禮與當時為在野黨的保守黨黨魁邱吉爾商討後將這兩枚勳章改為君主的私人封賞。從此君主在授予這兩枚勳章時不必再征詢政府意見。
薊花勳章的受勳者同時也可以受封嘉德勳章榮銜。在以往，許多（但不是所有）薊花勳章的受勳者在受贈更高等級的勳章後會辭謝薊花勳章的封賞:33。第一位因此辭去薊花勳章的受勳者是約翰·坎貝爾公爵:32，最後一位則是湯瑪士·鄧達斯伯爵。受勳者也可能被剝奪薊花勳章，唯一一位遭到剝奪的是約翰·艾瑞克森伯爵，他在1715年參與詹姆斯二世黨人的政變行動後被剝奪薊花勳章與他的伯爵領地:35。
薊花勳章的所有受勳者會共組成一個騎士團，這個騎士團有五位軍官：主教長、監督、領行官、首席紋章官與秘書長。主教長通常由蘇格蘭教會的神職人員擔任。這個位置在1763年成為皇室禮拜堂院長的職務之一，但在1969年時兩者被分別任命。而監督一職則依據1687年的法令負責保管印璽，但直到1913年以前都沒有人出任此一職務，在1913年以後監督一職都固定由團裡的騎士擔任。領行官屬於綠杖領行官之一，但和嘉德勳章的黑杖領行官不同的是，薊花勳章的領行官並毋需在英國上議院任職。首席紋章官由紋章院的院長擔任，同時也常兼任秘書官一職。

## 服裝和配備

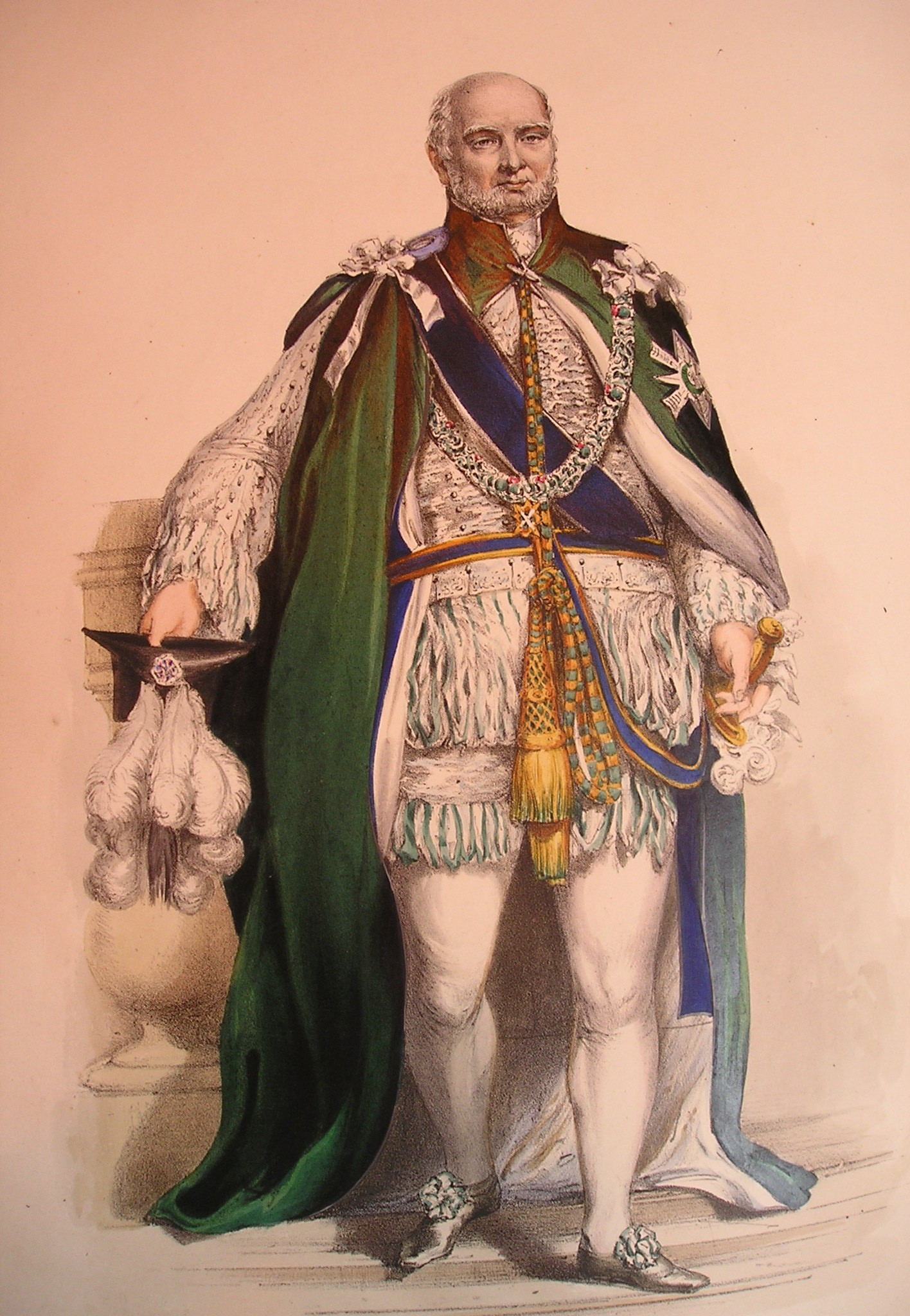
薊花勳章受勳者的正式服裝

在正式儀式上，如在每年六至七月的儀式或君主的加冕典禮上，薊花勳章的受勳者需要穿戴專有的服飾與配備：
- 受勳者的禮服或軍服需外罩披風。這件披風是綠色的，內襯白色的塔夫綢（英语：Taffeta），並綴有綠色與金色的流蘇。披風的左肩部位則配有薊花勳章之星[23]。
- 受勳者的帽子由黑色天鵝絨製成。並飾有白鷺或鷲的白羽[23]。
- 受勳者的領環由黃金製成，並繪有薊花的圖像[23]。
- 受勳者還可在衣領上配戴一個聖安德烈吊章。當中的聖安德烈像以金漆繪製而成，穿著綠色長袍、紫色上衣、聖安德烈十字橫亙在身前、光芒在背後散發[24]。

在其他場合下薊花勳章的受勳者則穿戴較簡單的標誌：
- 薊花勳章之星在左胸佩戴，配星由八角形的銀星環繞，每個角上射出數條射線，中央則以金底描繪薊花的圖像[25]。
- 受勳者可在左肩至右髖部穿戴一條深綠色的寬綬帶[26]。
- 綬帶的右髖部位配有一個和正式服裝衣領上相同的聖安德烈吊章，並環繞有勳章的格言[27]。

但在君主指定的「領環日」（Collar day）時，受勳者需要把勳章的領環戴在軍服或晚禮服上，並將勳章別在領環上面。
受勳者死後需由其最近的男性親屬將勳章與佩星親自交還給英國君主，其它象徵物則需交還給騎士團:82。騎士團的軍官同樣也穿著綠色披風，領行官則另外配有綠色權杖。

## 禮拜堂

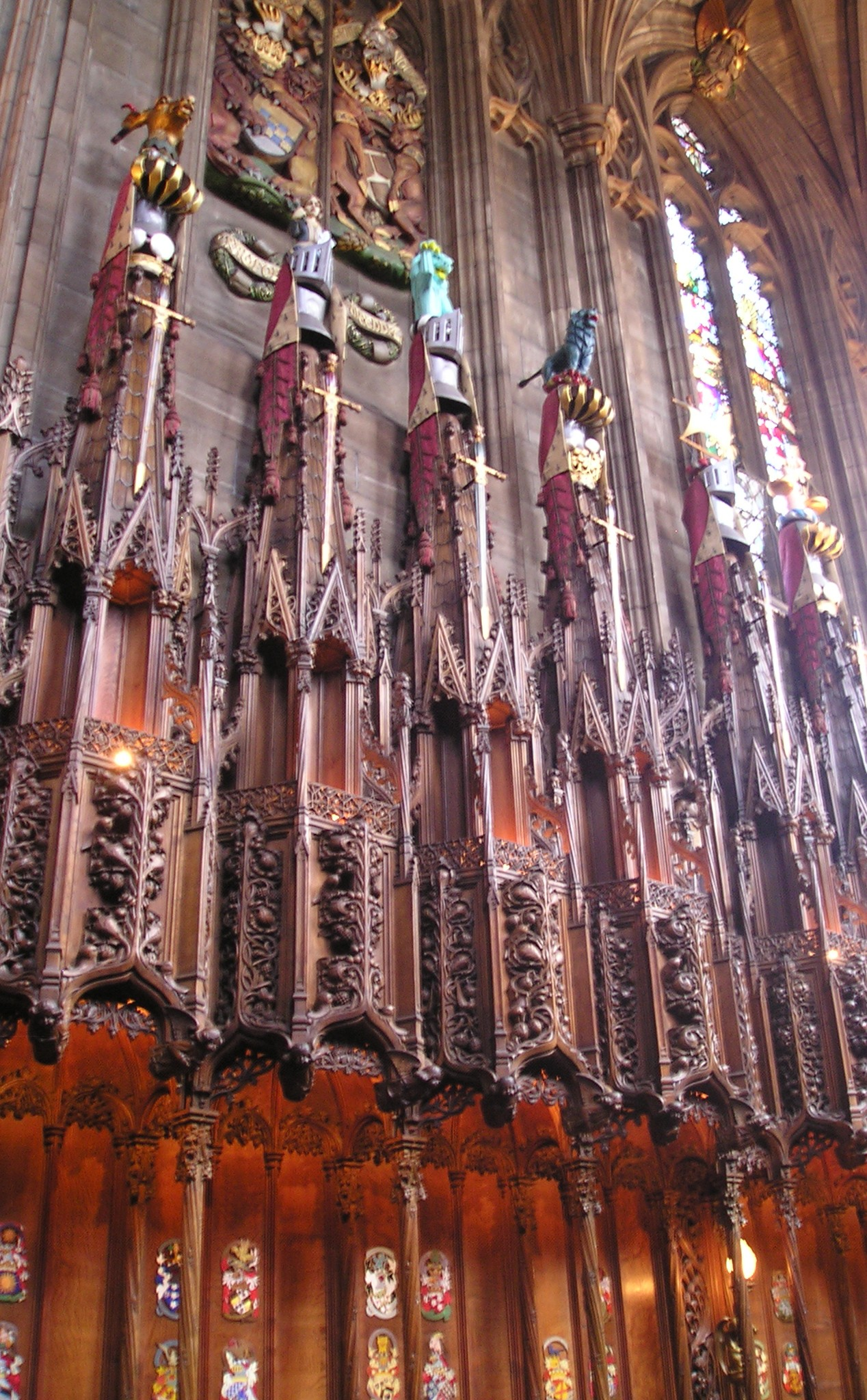
騎士們的頭盔、頂飾與劍。馬里昂夫人的頭盔與頂飾是自左數來第二個

當詹姆斯二世設立薊花勳章後，他下令將聖十字宮內的聖十字大教堂改為勳章騎士團的座堂。然而隨著詹姆斯二世在1688年被廢黜，該教堂在革命中被摧毀，使得薊花勳章騎士團沒有其專屬的禮拜堂，直到1911年騎士團才移到愛丁堡的聖吉爾斯大教堂:6-7。
每年6至7月，英國君主會居住在聖十字宮長達一週的時間，並在那裡舉行授予薊花勳章的儀式。每個薊花勳章受勳者在教堂都有一個專屬坐席，位置上飾有受勳者的盾徽，並放有他們的頭盔、綴以頂飾與披風。如果受勳者有貴族爵位，在頭盔下還會放有表示其身份的冠冕:32-33。然而根據法律，女性（除了女王以外）一般不會被授予頭盔與頂飾，因此會以小冠冕來代替（如果她有貴族身份的話）。唯一的例外是馬里昂·費沙夫人（Lady Marion Fraser），她的位置上飾有與男性受勳者相同的頭盔與頂飾:208。和其它英國勳章不同的是，受勳者的薊花勳章不會放在這個位置上，而是放在毗鄰的聖吉爾斯大教堂裡:42。聖吉爾斯大教堂裡每個受勳者的位置上都有一塊記錄歷任受勳者的瓷牌，除了姓名以外，還標明他們的盾徽與受勳日期等:7-8、54。
受勳者的頭盔、劍、頂飾與披風等在受勳者死後就會被撤下，但那塊記錄受勳者的瓷牌不會被撤下。使得每個位置上都有五顏六色的自1911年以來歷任受勳者的瓷牌。而在教堂的入口處則刻有一塊標出所有受勳者的瓷牌。

## 位次與優先權
位次指的是人們在宴會或其它正式場合上的席次順序，例如因為嘉德勳章的等級比薊花勳章高，所以嘉德勳章的受勳者在席次的排定上較薊花勳章的受勳者更靠近主位，而其家屬在席次的排定上也比薊花勳章受勳者的家屬享有更高的優先權。薊花勳章的受勳者位次高於除了嘉德勳章的受勳者以外的所有勳章騎士，甚至高於男爵。男性受勳者的妻子、兒女與媳婦在位次上也享有優先權，但是女性受勳者的親屬卻不會列入優先權名單中。男性受勳者的尊稱是「爵士」（Sir），女性受勳者則是「女爵士」（Lady）。男性受勳者的妻子可以享有被尊稱為「夫人」的待遇，但女性受勳者的丈夫則不會有任何尊稱。但如果受勳者是王室成員，則上述尊稱則不適用。
薊花勳章的受勳者可以在他們的名字後面加上「KT」（爵士）或「LT」（夫人）。假如受勳者還受贈其它勳章的話則這兩個縮寫需放在其它所有縮寫之前，但「Bt」或「Btss」（從男爵；女從男爵）、「VC」（維多利亞十字勳章）、「GC」（聖喬治十字勳章）、「KG」或「LG」（嘉德勳章）等縮寫除外。
此外，薊花勳章的受勳者還可以在他們的紋章上加上護盾獸，紋章外則以一圈綠底的勳章格言與領環環繞，而圓環的位置必需放在領環之外或之上:47。不過，對王室受勳者而言，薊花勳章上的格言與領環只適用於蘇格蘭。在英格蘭、威爾斯與北愛爾蘭，他們使用的則是嘉德勳章的格言與領環。

## 成員
- 英國君主：查爾斯三世陛下
- 騎士團成員：
  1. 安德魯·布魯斯（英语：Andrew Bruce, 11th Earl of Elgin）爵士，第十一代埃爾金伯爵（1981年）
  2. 大衛·奧格威（英语：David Ogilvy, 13th Earl of Airlie）爵士，第十三代艾爾利伯爵（1985年）
  3. 羅伯特·林塞（英语：Robert Lindsay, 29th Earl of Crawford）爵士，第二十九代克勞福德伯爵（1996年）
  4. 諾曼·麥克法蘭（英语：Norman Macfarlane, Baron Macfarlane of Bearsden）爵士，貝爾斯登的麥克法蘭男爵（1996年）
  5. 詹姆士·馬凱（英语：James Mackay, Baron Mackay of Clashfern）爵士，卡勒斯芬的馬凱男爵（1997年）
  6. 衛奕信爵士，蒂利安的衛奕信男爵（2000年）
  7. 艾瑞克·安德森爵士（2002年）
  8. 大衛·斯蒂爾（英语：David Steel）爵士（2004年）
  9. 喬治·羅伯遜（英语：George Robertson, Baron Robertson of Port Ellen）爵士，埃倫港的羅伯遜男爵（2004年）
  10. 威廉·卡倫（英语：William Cullen, Baron Cullen of Whitekirk）爵士，懷特克特的卡倫男爵（2007年）
  11. 大衛·霍普（英语：David Hope, Baron Hope of Craighead）爵士，克雷格黑德的霍普男爵（2009年）
  12. 納倫德拉·帕特爾（英语：Narendra Patel, Baron Patel）爵士，帕特爾男爵（2009年）
  13. 羅伯特·史密斯（英语：Robert Smith, Baron Smith of Kelvin）爵士，凱爾文的史密斯男爵（2014年）
  14. 理查德·斯科特（英语：Richard Scott, 10th Duke of Buccleuch）爵士，第十代巴克盧及第十二代昆斯伯里公爵（2018年）
- 超額騎士：
  1. 安妮長公主殿下（2000年）
  2. 劍橋公爵威廉王子殿下（2012年）
  3. 卡蜜拉王后陛下（2023年）
  4. 愛丁堡公爵愛德華王子殿下（2024年）
- 騎士團軍官：
  - 主教長：聖吉爾斯大教堂主教
  - 監督：大衛·奧格威（英语：David Ogilvy, 13th Earl of Airlie）爵士，第十三代艾爾利伯爵
  - 領行官：克里斯多福·雷曼（英语：Christopher Hope Layman）上將
  - 首席紋章官與秘書官：大衛·塞勒（英语：David Sellar）

## 相關書目
- Order of the Thistle. . 愛丁堡. 1978 （英语）.
- Woodcock, T.; Robinson, J.M. . 牛津: Oxford University Press. 1988. ISBN 0-19-211658-4 （英语）.

## 外部連結
- . The Royal Household.   [2007-02-18]. （原始内容存档于2009-01-27） （英语）.
- . The Royal Household.   [2007-02-18]. （原始内容存档于2007-02-28） （英语）.
- . Ceremonial Secretariat, Cabinet Office. 2006-11-13  [2007-02-20]. （原始内容 (dmy)存档于2007-01-28） （英语）.
- (dmy). The Royal Household. 2007-02  [2007-02-20]. （原始内容存档于2007-09-30） （英语）.
- . Burke's Peerage.   [2007-02-24]. （原始内容存档于2007-02-04） （英语）.